# Șopotu Nou
Șopotu Nou est une commune roumaine du Județ de Caraș-Severin, à l'ouest de la Roumanie.
La municipalité compte 1 363 habitants, englobant un total de 10 villages : Cârșa Roșie, Driștie, Poienile Boinei, Ravensca, Răchita, Stăncilova, Șopotu Nou, Urcu, Valea Răchitei et Valea Roșie.

## Géographie
Șopotu Nou se situe dans la vallée d'Almaj.
Elle est traversée par la Nera et la Bucevea.

## Histoire
En 1798, les autorités militaires demandèrent à une cinquantaine de famille de Șopotu Vechi de coloniser la vallée de la Bucevea. Malgré le refus de ces dernières, 56 familles furent répertoriées en 1828.
L'église du village fut construite en 1850, et fut le seul bâtiment épargné par les inondations de 1910, où 60 habitants perdirent la vie, et de nombreux autres se réfugièrent dans les collines avoisinantes.

## Démographie
Lors du recensement de 2011, 89,36 % de la population se déclarent roumains et 6,22 % comme tchèques (0,51 % déclarent une autre appartenance ethnique et 3,88 % ne déclarent pas d'appartenance ethnique).

## Politique
| Parti | Parti                                                                | Sièges |
| ----- | -------------------------------------------------------------------- | ------ |
|       | Parti social-démocrate (PSD)                                         | 3      |
|       | Parti social roumain (PSRo)                                          | 1      |
|       | Parti national démocrate (PND)                                       | 1      |
|       | Union nationale pour le progrès de la Roumanie (UNPR)                | 1      |
|       | Parti Mouvement populaire (PMP)                                      | 1      |
|       | Parti démocratique des Slovaques et des Tchèques de Roumanie (PDSCR) | 1      |

## Infrastructures
- Mairie, rénovée en 2006.
- École, rénovée en 2008.

## Jumelage
- Pouancé (France) depuis 2007